# Slependen
Slependen är ett relativt stort och diffust avgränsat område i sydvästra delen av Bærums kommun, och även en del av nordöstra Askers kommun, väster om Oslo i Akershus fylke i Norge. Det sträcker sig mellan Sandvika i Bærum och Billingstad i Asker. Bebyggelsen ingår i Oslos tätortsområde. Området präglas huvudsakligen av villabebyggelse, men det finns även åtskilligt med industri, kontor och handel utmed E18 (bland annat ett av Osloområdets två Ikea-varuhus, Coop Extra och Elkjøp Megastore i Askers kommun).
I Slependen i Bærum finns en schaktugn för kalkbränning från 1914. Ugnen restaurerades utvändigt 1982 och invändigt 1994. Ugnen är öppen för visning och har utställningen Kalkbrenning i Asker og Bærum. Den är ett av Bærums viktigaste industriella kulturminnen.

## Historia
Namnet var ursprungligen kopplat till sundet mellan Nesøya och fastlandet mellan Asker och Bærum, och härstammar från den tid då det fanns en transportled med häst och släde från Kristiania (dåtidens namn på Oslo) över fjordisen på vintern. "Slepa" blev namnet på transportleden och dess ände blev kallad Slependen. Slepen blev en viktig och högtrafikerad led för att ta sig från öst till väst i landet, och långt bättre än Kongeveien från 1664.
I tollordinansen av 1691 anges "Sleben" som den enda hamnen i södra Norge där kalk fick tulldeklareras. Sleben utvecklades till att bli mer än bara namnet på en tull- och lastplats. Sleben blev känt som det område där det fanns kalktillverkning och kalkugnar. Sleben kom att omfatta kuststräckan från gränsen till Asker mot Røyken, till Slependbukta och öster om Sandvika i Holtekilen, och vidare till Fornebu och Snarøya. Detta innebar att de kalkrika öarna i skärgården utanför räknades som en del av Sleben. Det fanns mycket kalk på småöarna, till exempel Ostøya och Vassholmene. Mest känd är nog den högkvalitativa kalken från Brønnøya, en ö i Askers kommun. 
Oslo slott innehåller kalksten från Bærum, som troligen härrör från Slependen. Det gör också Akershus fästning och de medeltida kyrkorna i Haslum och Tanum i Bærums kommun.
Efter att namnet även kom att användas som namn på en av stationerna utmed Drammensbanen, har namnet kommit att förknippas med ett större område. Sett ur ett historiskt perspektiv kan dagens Slependens station knappast sägas ligga i, eller huvudsakligen betjäna, det ursprungliga Slependen-området.